# Лысогорка (Одесская область)
Лысогорка (укр. Лисогірка) — село, относится к Кодымскому району Одесской области Украины.
Население по переписи 2001 года составляло 930 человек. Почтовый индекс — 66004. Телефонный код — 4867. Занимает площадь 2,53 км².

## История
В 1945 г. Указом ПВС УССР село Французское переименовано в Лысогорку.

## Местный совет
66004, Одесская обл., Кодымский р-н, с. Лысогорка